# 何璟昕
何璟昕（1994年3月6日—），女，广东清远人，中國大陸地區歌手、唱作人。从六岁开始学习钢琴，初中自学吉他，高二时抱着吉他开始创作，大二开始写粤语歌曲，大学期间自学编曲、录音、混音、尤克里里等，2016年大学毕业时作全国16城巡演，并出了第一张国语原创专辑《向光性》。在24岁时，何璟昕开始学习大提琴。除了自己创作歌曲作品外，何璟昕还整理发表他人创作的歌曲的吉他谱。 她是大陆现在粤语流行音乐歌手和唱作人的代表人物之一。除了粤语，她还会唱国语和英语。从2014年开始迄今，她也创作和制作了不少歌曲的音乐影片。

## 早年生活
何璟昕1994年出生于广东省清远市。她的父母都是语文老师。这里有她和她妈妈的影片。
2004年，何璟昕随父母移居到广东省惠州市，在惠陽高級中學就读初中。期间，她曾以“遥音”为笔名在媒体发表文章。初中时，她开始自学吉他，并在高中继续。
2011年，发布第一首歌曲《向光性》。

## 职业生涯
2012年9月，何璟昕入学位于北京的北方工业大学数字媒体艺术专业。
2013年，何璟昕在什刹海做驻唱歌手。同年10月，獲得北方工业大学“原创歌曲大赛”第二名。
2014年10月，何璟昕凭原创歌曲《向光性》登上“中国好歌曲校园行”舞台并进入哈尔滨赛区10强；签约尤克里里品牌代言人。2014年-2015年间在北京、上海、深圳完成22场大大小小的演出。
从2014到2017年，她翻唱和自创/唱一些国语，粤语和英语歌曲，以吉他或尤克里里弹唱为主，并开始在搜狐等一些网站上分享一些影片。她后来也分享了她创作制作影片的一些体会。
2016年大学毕业，同年创办音乐教室，并创立原创吉他品牌Dona。9月3日，参加“2016如她Female民谣全国巡演”北京站演出。10月，出版个人首张原创专辑《向光性》，11月-12月完成首次全国16城巡演。入围豆瓣音乐阿比鹿音乐奖民谣类音乐人，原创作品《如果今天天气正好》入围民谣单曲奖。原创粤语《木棉》获奖百度T榜。
2017年初，何璟昕为雪佛兰创酷汽车创作推广歌曲
；5月4日，参加由网易云音乐打造的音乐人弹唱会。

之后，她还出演太平洋保险广告。
2018年9月，何璟昕入学福建省泉州市泉州师范学院攻读作曲专业硕士。10月，在上海乐器展参与演出。
2019年，推出个人第二张原创专辑也是首张粤语专辑《如果今日》。
2020年，她与同学创作抗击2019冠状病毒病疫情歌曲《你的模样》，并参与演唱。
从2020年迄今，她继续翻唱不少粤语和国语的流行歌曲，并在国内外主要影音平台上发表。
2024年12月21日，以决赛歌曲“满天星星”获取 Talent Union 和腾讯主办的第二届寻找唱作人的前三名。

## 音乐作品

### 专辑/EP
| 專輯     | 專輯資料                                     | 曲目 |
| -------- | -------------------------------------------- | --- |
| 向光性   | - 版权方：何璟昕 - 發行日期：2016 - 国语专辑 | 1. 向光性 2. 痴人 3. 想告诉她 4. 留 5. 风筝 6. 一个午后 7. 安放自己的地方                                                                      |
| 如果今日 | - 版权方：何璟昕 - 發行日期：2019-05-06      | 1. 我一天一个时间只等一件事 2. 如果今天天气正好 3. 圣诞老人不记得我 4. 若你伴我 5. 痴人 6. 晚婚少女 7. 差了点什么 8. 今日难得 9. 线段 10. 月光 |

### 单曲
未收录在其专辑里的单曲
| 發行年份   | 歌曲名稱                            | 所屬專輯、备注                            |
| ---------- | ----------------------------------- | ----------------------------------------- |
| 2016.5.23  | 雾中风景                            | 国语                                      |
| 2019.4.5   | 一场游戏一场梦                      | 翻唱                                      |
| 2020       | 想見你想見你想見你                  | 粤语                                      |
| 2020       | 敢开始                              | 国语                                      |
| 2020       | 長大的歌                            | 粤语                                      |
| 2020       | 一切美好都像你                      | 国语                                      |
| 2022.11.11 | 倩影                                | 翻唱 粤语                                 |
| 2024       | 我想在九月的某一天去找你 (不插电版) | 国语                                      |
| 2024       | 满天星星                            | 国语                                      |
| 2024       | 放手以后                            | 粤语                                      |
| 2024       | 時間不等你                          | 粤语                                      |
| 2025.3     | 春日恋歌                            | 国语                                      |
| 2025.5     | 在M记等一个不会来的人               | 粤语 (M记是粤语对McDonald's麦当劳的昵称） |
| 2025.6     | 痴情的人最心碎                      | 粤语                                      |

### 翻唱
近年来，她继续翻唱一些歌曲，主要是粤语和国语，并用吉他伴奏，她在油管上有一个比较全的歌单。以下是她的一些作品。
早期作品
(录像摄于2014夏天, 2020年一月三十日上传到油管) 梁靜茹 - 暖暖 cover（吉他 + ukulele ）| Ayen 何璟昕 
2020年11月29日 死性不改 - Twins / Boy'z【自制MV】Acoustic guitar cover 超有feel的男女對唱 | Ayen何璟昕 ft. Vaniah維

2022年12月9日 Beyond - 海闊天空 Acoustic cover 男女合唱版（feat. Manson）｜粵語歌吉他彈唱｜Ayen何璟昕

### 作曲硕士毕业表演
何璟昕碩士作曲專場音樂會 (2021). 以下歌曲都是她作词作曲的。
原創歌曲《風箏》混聲四部合唱｜泉州師範學院 溫陵室內合唱團 何璟昕碩士作曲專場音樂會

新冠肺炎疫情原創應援歌曲【你的模樣】- 何璟昕 Ayen 音樂會鋼琴自彈自唱版——致敬所有奋斗在一线的医护工作者们

原創音樂 室內樂《一切美好都像你》｜何璟昕碩士作曲專場音樂會

原創鋼琴小品《梧桐樹下》（余忠元演奏）｜何璟昕碩士作曲專場音樂會

原創歌曲《向光性》女聲三聲部合唱｜泉州師範學院溫陵室內合唱團·何璟昕碩士作曲專場音樂會

### 其它现场表演
(2019.09.08) 何璟昕“如果今日”全国巡演上海站精华
(2020.11.27 雙城記之廣州站）

(2022.07.29 上载到油管）我在CCTV3 唱了《追梦人》《天若有情》和原创粤语古风歌曲《七夕词》｜回声嘹亮《了不起的歌》何璟昕 20220720｜粤语吉他弹唱｜Ayen何璟昕
(2023.04.8 山东日照樱谷弹唱会，2024.01.8 上载到Bilibili）Ayen何璟昕「向光性」_哔哩哔哩_bilibili
(2025.07.25-26 2025岳阳湖畔音乐节 Ayen何璟昕 7/25歌单:
我在九月的某一天去找你
一切美好都像你
满天星星
余烬（你是如此特别）
我不相信爱情但想和你牵手

7/26
我在九月的某一天去找你
在M记等一个不会来的人
融化在你身体里
一切美好都像你
我不相信爱情但想和你牵手
满天星星